# Gare de Rueil-Malmaison
Gare de Rueil-Malmaison – stacja kolejowa w Rueil-Malmaison, w regionie Île-de-France, we Francji, na linii RER A. Znajdują się tu 2 perony.